# Centre démocratique (Colombie)
Pour les articles homonymes, voir Centre démocratique.
Le Centre démocratique (en espagnol : Centro Democrático, ; appelé auparavant Puro Centro Democrático ou Uribe Centro Democrático), est un parti politique colombien classé de la droite à l'extrême droite, fondé en juillet 2014 par des cadres situés sur la droite du Parti de la U, dont Óscar Iván Zuluaga, Juan Carlos Vélez (es), Carlos Holmes Trujillo, Francisco Santos Calderón, Rafael Guarín et l'ancien président de ce pays, Álvaro Uribe.

## Idéologie
Le Centre démocratique fonde principalement son discours sur le rejet du processus de paix engagé entre le gouvernement colombien et la guérilla des FARC.
Le parti défend un libéralisme économique affirmé. Il entend abaisser la fiscalité des entreprises et accentuer la libéralisation de l'économie afin d'attirer les investisseurs internationaux, notamment pour favoriser l'exploitation des ressources naturelles. Sur les questions de politiques internationales, le parti est pro-américain. Il soutient Donald Trump lors de la présidentielle américaine de 2020.
Le Centre démocratique réclame un référendum visant à une interdiction totale de l'avortement, celui-ci étant autorisé en Colombie si la vie de la mère est en danger, si le fœtus a une malformation génétique ou si la grossesse est le résultat d'un viol.

## Histoire
Le candidat du Centre démocratique, Iván Duque, est élu président de la Colombie à l'issue de l'élection présidentielle de 2018. L'ancien président Álvaro Uribe était quelques semaines auparavant devenu le sénateur le mieux élu du pays.
Le parti subit en revanche un revers lors des élections régionales de 2019, étant battu dans des villes comme Bogotá, Cali et même Medellín, considéré comme un fief politique pour Álvaro Uribe. Alors que le taux d'impopularité du président Duque atteint 70 %, le gouvernement est confronté à partir de novembre 2019 aux plus importantes manifestations de l'histoire du pays. Les manifestants entendent dénoncer les velléités du gouvernement de flexibiliser davantage le marché du travail, d'affaiblir le fonds public des retraites en faveur d'entités privées, et de reculer l'âge de la retraite. Les syndicats protestent aussi contre la réforme fiscale qui vise à réduire les impôts payés par les entreprises, et contre les privatisations en cours.

## Controverses
La presse révèle en mai 2020 l'existence d'un vaste réseau d'espionnage du renseignement militaire. Plus d'une centaine de personnes auraient été espionnées illégalement en 2019, dont des journalistes, des hommes politiques, des militaires à la retraite, des représentants d'ONG et des syndicalistes. L'un des militaires impliqués déclare au magazine Semana que les informations collectées étaient transmises à un dirigeant du Centre démocratique.
Ce parti est proche de certains membres de la mafia colombienne tel que 'Ñeñe' Hernandez,,.

## Résultats électoraux

### Élections présidentielles
| Année | Candidats          | Candidats              | 1er tour  | 1er tour | 2d tour    | 2d tour | Résultats | Notes                                                                                        |
| Année | Président          | Vice-président         | Voix      | %        | Voix       | %       | Résultats | Notes                                                                                        |
| ----- | ------------------ | ---------------------- | --------- | -------- | ---------- | ------- | --------- | -------------------------------------------------------------------------------------------- |
| 2014  | Óscar Iván Zuluaga | Carlos Holmes Trujillo | 3 759 971 | 29,25    | 6 905 001  | 45,00   | 2e        |                                                                                              |
| 2018  | Iván Duque         | Marta Lucía Ramírez    | 7 569 693 | 39,14    | 10 373 080 | 53,98   | 1er       | Duque a battu Ramírez et Ordóñez lors de la Grande consultation pour la Colombie le 11 mars. |

### Élections législatives
| Années | Sénateurs | Sénateurs | Sénateurs | Représentants | Représentants | Représentants |
| Années | Voix      | %         | Sièges    | Voix          | %             | Sièges        |
| ------ | --------- | --------- | --------- | ------------- | ------------- | ------------- |
| 2014   | 2 045 564 | 14,29     | 20 / 102  | 2 022 093     | 18,57         | 19 / 166      |
| 2018   | 2 513 320 | 16,41     | 19 / 108  | 2 382 357     | 16,19         | 32 / 172      |
| 2022   | 1 917 153 | 11,42     | 13 / 108  | 1 610 666     | 9,86          | 16 / 172      |